# Tyler megye (Nyugat-Virginia)
Tyler megye az Amerikai Egyesült Államokban, azon belül Nyugat-Virginia államban található. Megyeszékhelye Middlebourne, legnagyobb városa Paden City. Lakosainak száma 8313 fő (2020. április 1.). Tyler megye Wetzel, Doddridge, Ritchie, Pleasants, Washington és Monroe megyékkel határos.

## Népesség
A megye népességének változása:
| Lakosok száma | 9191 | 9112 | 9051 | 8995 | 8975 | 8313 |
|               | 2010 | 2011 | 2012 | 2013 | 2015 | 2020 |